# Antoni Fijarczyk
Antoni Fijarczyk (ur. 4 listopada 1960 w Ornecie) – polski piłkarz, po zakończeniu kariery zawodniczej sędzia piłkarski.

## Kariera piłkarska
W trakcie kariery piłkarskiej występował na pozycji pomocnika. Był wychowankiem Błękitnych Orneta, następnie reprezentował barwy Olimpii Elbląg (odszedł w 1979 roku), Polonii Gdańsk, Zawiszy Bydgoszcz i Siarki Tarnobrzeg. W 1987 roku wraz ze Stalą Stalowa Wola wywalczył awans do I ligi. W sezonie 1987/1988 rozegrał w niej 21 meczów, strzelił również jednego gola – zdobył bramkę w wygranym 2:0 spotkaniu przeciwko Lechii Gdańsk. Wiosną 1990 roku rozegrał trzy mecze jako zawodnik Stali Gorzyce. Występował również w Koronie Kielce, którą zasilił w trakcie sezonu 1990/1991.

## Kariera sędziowska
Po zakończeniu kariery piłkarskiej rozpoczął sędziowanie. Jeszcze przed tym jak trafił do I ligi, wiceprezes wydziału sędziowskiego Okręgowego ZPN w Tarnobrzegu, Zygmunt Magoń informował władze Polskiego Związku Piłki Nożnej oraz ówczesnego ministra sportu Jacka Dębskiego o tym, że Fijarczyk postępuje nieuczciwie, biorąc łapówki. PZPN stwierdził jednak, że jest on dobrym arbitrem, a Magonia za donosy zawiesił w prawach sędziego na trzy lata.
Debiut w I lidze Fijarczyk zaliczył 22 lipca 2000 roku, sędziując mecz Orlenu Płock z Dyskobolią Grodzisk Wlkp., w którym pokazał trzy żółte kartki. Od tamtego czasu regularnie prowadził spotkania najwyższego szczebla rozgrywkowego. 22 czerwca 2003 roku sędziował drugi pojedynek barażowy pomiędzy Szczakowianką Jaworzno a Świtem Nowy Dwór Mazowiecki, zakończony zwycięstwem gospodarzy, później zweryfikowany na korzyść Świtu (tzw. afera barażowa).
1 czerwca 2004 roku Fijarczyk sędziował drugi mecz finału pucharu Polski pomiędzy Legią Warszawa a Lechem Poznań, zakończony zwycięstwem stołecznej drużyny 1:0 po golu z rzutu karnego (w ostatecznym rozrachunku to jednak poznański zespół sięgnął po trofeum). Sezon 2004/2005, w którym poprowadził dziewięć meczów I ligi, jeden II i osiem pucharu Polski, był jego ostatnim jako arbitra.
20 maja 2005 roku Fijarczyk, w wyniku prowokacji policji, przyjął na terenie jednej z podkieleckich miejscowości 100 tys. zł łapówki od Piotra Dziurowicza (ówczesnego prezesa GKS-u Katowice, który zgodził się współpracować z organami ścigania w sprawie afery korupcyjnej w polskiej piłce nożnej), następnie schował pieniądze w kole zapasowym swojego samochodu, a gdy chciał odjechać został zatrzymany przez funkcjonariuszy. Aresztowanie to było pierwszym z serii zatrzymań osób związanych z aferą korupcyjną w polskiej piłce nożnej. W tym samym czasie zatrzymano również jego wspólnika, Mariana Duszę.
W sierpniu 2005 roku Fijarczyk wpłacił 80 tys. zł kaucji, po czym został zwolniony z aresztu. Następnie pracował jako taksówkarz w Stalowej Woli, a później nieoficjalnie przez pół sezonu prowadził grającą w klasie A Ceramikę Hadykówka.